# Батна (город)
Ба́тна (араб. باتنة‎, бербер.: ) — город на северо-востоке Алжира, административный центр вилайета Батна. Батна — пятый по населению город Алжира, крупнейший город горного массива Орес.
Город расположен в 430 километрах от столицы страны, города Алжир, в 119 километрах от города Константина. Несмотря на то, что Батна находится сравнительно недалеко от побережья, высота, на которой расположен город, составляет более километра над уровнем моря. В связи с этим зима в городе довольно холодная, со снегом.
Первые долговременные сооружения (военного назначения), послужившие основой для развития города, были воздвигнуты французскими военными в 1844 году с целью создания стратегической опорной точки для охраны основной дороги, ведущей на юг Алжира, в Сахару. Однако первая попытка основать в этих местах городские поселения была предпринята ещё римлянами — поблизости от Батны находятся руины древнеримских городов Тимгад и Ламбез.
Батна — один из городов Алжира, где в 1954 году произошли события, положившие начало войне за независимость страны. 1 ноября 1954 года военные объекты в городе были атакованы отрядами борцов за независимость. Вплоть до обретения Алжиром независимости в городе находилось командование повстанцев.
6 сентября 2007 года в Батне произошёл крупный террористический акт. Незадолго до прибытия в город президента Алжира Абдель Азиза Бутефлики, совершавшего трёхдневную поездку по северу страны, среди людей, ожидавших приезда президента, подорвал взрыное устройство террорист-смертник. В результате мощного взрыва погибло, по разным данным, от 15 до 20 человек, более ста было ранено. В теракте была обвинена Аль-Каида.

## География
Батна расположена в регионе Орес, между Тель-Атласом и Сахарским Атласом. Город окружён горами.
Город является самым большим в регионе Орес; в основном населен шауйя, говорящими на двух языках — алжирском и шавийском.
Территория города Батна расположена в центре провинции Батна.
| С-З | Уед Эль Ма | Сериана, Фисдис | Фисдис         | С-В |
| З   | Уэд Шааба  | Роза ветров     | Уюн Эль Асафир | В   |
| Ю-З | Уэд Шааба  | Уэд Шааба       | Тазульт        | Ю-В |

### Климат
Климат города — полупустынный, с очень жарким летом. Осадков в течение года выпадает мало, причём они равномерно распределены по месяцам в течение всего года. В среднем, в течение года температура колеблется в пределах от +2 °С до +32 °С.
| Показатель              | Янв. | Фев. | Март | Апр. | Май  | Июнь | Июль | Авг. | Сен. | Окт. | Нояб. | Дек. | Год  |
| ----------------------- | ---- | ---- | ---- | ---- | ---- | ---- | ---- | ---- | ---- | ---- | ----- | ---- | ---- |
| Средний максимум, °C    | 9,8  | 11,2 | 13,7 | 17,7 | 22,8 | 29,1 | 33,0 | 31,9 | 26,8 | 20,3 | 14,2  | 10,8 | 20,1 |
| Средняя температура, °C | 5,3  | 6,3  | 8,2  | 11,6 | 16,0 | 21,7 | 24,9 | 24,3 | 20,1 | 14,5 | 9,1   | 6,2  | 14,0 |
| Средний минимум, °C     | 0,7  | 1,4  | 2,7  | 5,4  | 9,2  | 14,2 | 16,8 | 16,7 | 13,3 | 8,6  | 3,9   | 1,7  | 7,8  |
| Норма осадков, мм       | 24   | 29   | 38   | 31   | 32   | 20   | 7    | 17   | 37   | 27   | 31    | 28   | 321  |
| Источник: World Climate |      |      |      |      |      |      |      |      |      |      |       |      |      |

## Образование
В 1990 году университет города получил престижный статус университета Хаджи Лахдар Батна. Университет Батны занимает второе место в Алжире после Университета Тлемсена и 45-е место в Африке.

## Достопримечательности
- Тимгад (лат. Thamugas) — римский город в Северной Африке.

Тимгад (Тамугас) был основан императором Траяном около 100 года н. э. ex nihilo на пустом месте, как военное поселение в предгорьях отрога Атласских гор и было призвано обезопасить прибрежные районы от набегов берберских кочевников.
Город был первоначально заселён ветеранами-парфянами, получившими землю в окрестностях. Первоначально спланированный под 15 тысяч человек, город со временем разросся, застройка вышла за пределы регулярной сеточной застройки. Среди сохранившихся строений — амфитеатр, термы, триумфальная арка.
Руины Тимгада — один из наиболее хорошо сохранившихся экземпляров римского города, спроектированного под перпендикулярную застройку в соответствии с римскими традициями городской планировки. В 1982 Тимгад включен в список Всемирного наследия ЮНЕСКО.
- Амфитеатр
- Улицы Тимгада

- Пирамида Имедрасен

Имедрасен (Медгасен, Медрасен) — гробница берберского короля Имедрасена, неподалеко от города Батна.
- Разрушения пирамиды
- Ухудшения пирамиды
- Железная колонна поддержки неустойчивой
- Имерасен

- Ламбез (лат. Lambaesis) — военный город римской Африки в 10 км от Батна, на пути к Тимгад.

- Памятник, посвящённый павшим и пропавшим без вести солдатам Французской республики.

## Города-побратимы
- Гренобль (Франция)

### Внутренние ссылки
- Большая мечеть 1 ноября 1954

### Внешние ссылки
- Журнал «Вокруг света». Ветер над Батной